# Festung Foppa Grande

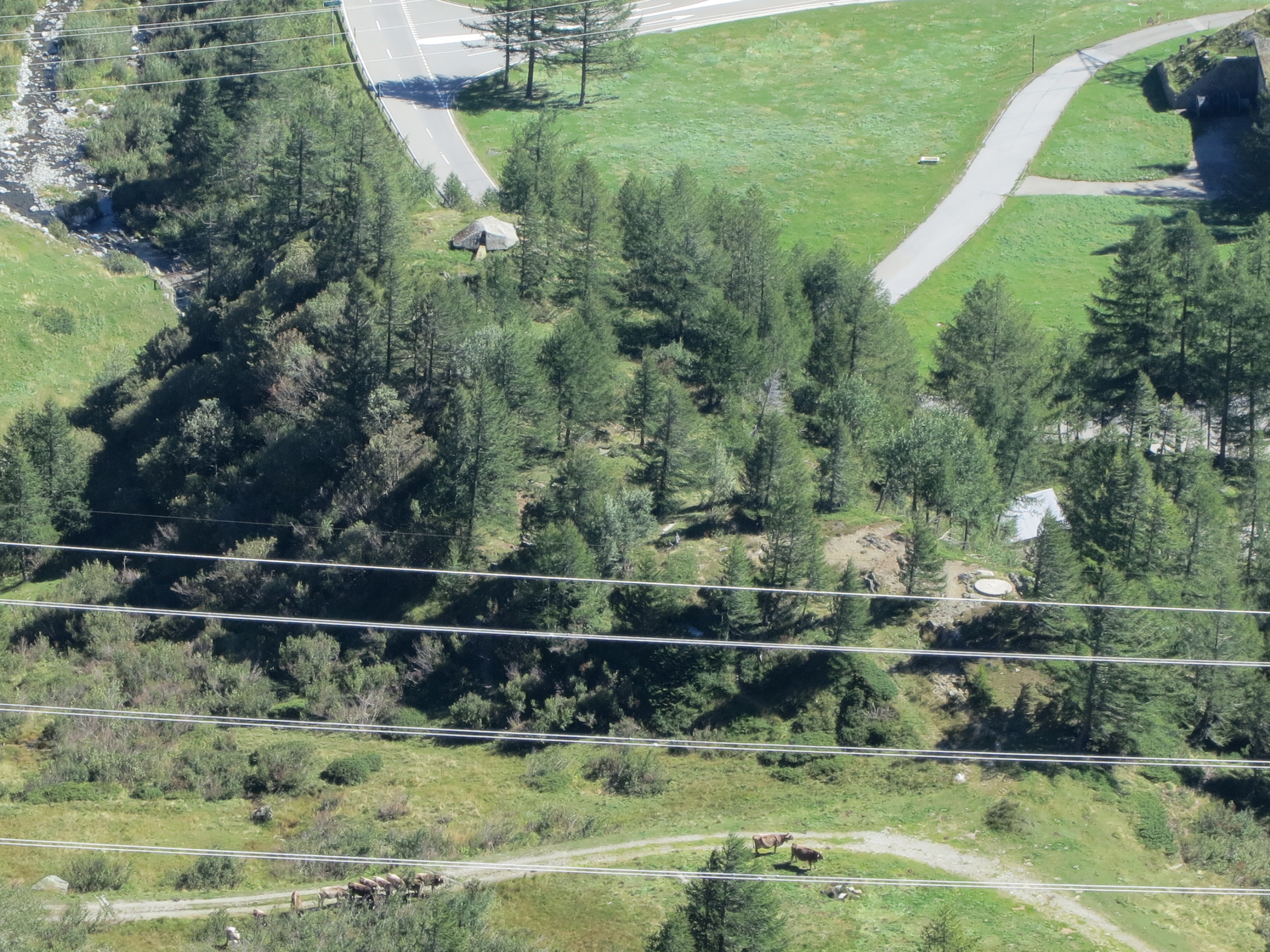
10,5 cm Panzerturmkanone Foppa Grande

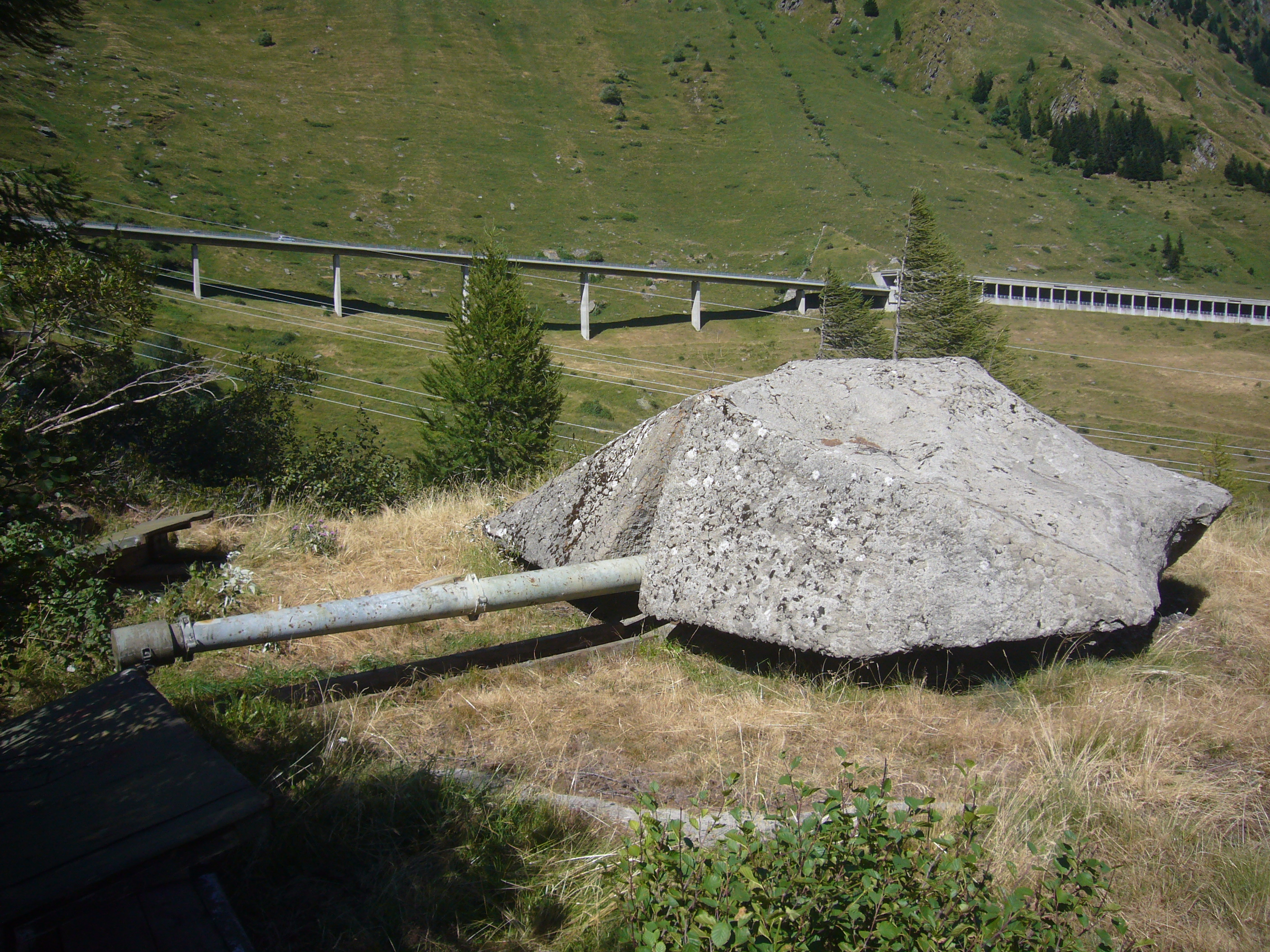
Panzerturmkanone Foppa Grande ohne Rohrtarnung

Das Festung Foppa Grande (Armeebezeichnung A 8370) ist ein Schweizer Artilleriewerk auf der Südseite des Gotthardpasses im Kanton Tessin. Es befindet sich auf 1540 m ü. M. am Eingang zur Tremola an der alten Gotthardstrasse oberhalb Motto Bartola. Das 1940 erbaute Werk wurde 1997 aus der Geheimhaltung entlassen und 2003 als Historische Anlage Foppa Grande rückgebaut und renoviert.

## Geschichte
1929 hatte Italien eine Strasse auf den San-Giacomo-Pass gebaut, der sich in nur 14 Kilometer Entfernung (Luftlinie) vom Südportal des Gotthard-Eisenbahntunnels befindet. Die schweren Geschütze der italienischen Artillerie rückten damit in bedrohliche Nähe der Zentralfestung Gotthard. Eine Verstärkung der von 1886 bis 1894 erbauten und veralteten Befestigungen Forte Airolo, Festung Motto Bartola und Fort Hospiz wurde als dringend notwendig erachtet.
Die Schweizer Armee baute von 1935 bis 1939 das Blockhaus San Giacomo, das Artilleriewerk Grandinagia, den Artilleriebunker Manegorio sowie die Artilleriewerke Foppa Grande und San Carlo. 1941 wurde das Artilleriewerk Festung Sasso da Pigna gebaut, das mit 15-cm-Kanonen bestückt wurde.
Das relativ kleine AW Foppa Grande war als Einturmwerk sehr einfach erstellt worden. Später wurde es auch als Ausbildungsfestung des Waffenplatzes Airolo benutzt und laufend ergänzt und verbessert. Die Festungskompanie III/6 schoss in ihrem Wiederholungskurs 1994 letztmals mit den beiden Festungsgeschützen.
Im Juni 1997 wurde das Werk entklassifiziert und als erhaltenswertes historisches Werk anerkannt. Das AW Foppa Grande kann nur nach Voranmeldung und in Gruppen besichtigt werden.

## Auftrag und militärische Bedeutung
Zusammen mit den grossen Artilleriewerken Sasso da Pigna, San Carlo, Gütsch, Bäzberg, Fuchsegg und Grimsel der Zentralfestung Gotthard hatte das AW Foppa Grande die Aufgabe, die Gotthardachse zu sperren und zu halten.
Nach dem Ende des Aktivdienstes schrieb General Henri Guisan 1946 im Zusammenhang mit der Réduitbildung im Jahre 1940 in seinem Bericht an die Bundesversammlung:

„Von nun an erschienen die drei grossen Festungen (Sargans, Gotthard und St. Maurice) nicht mehr nur als mächtige Sperren von Tälern oder strategisch wichtigen Richtungen. Sie wurden die wichtigsten Pfeiler des Gesamtplans, zwischen denen wir andere errichten konnten; und eine von ihnen, der Gotthard, wurde die Zitadelle, das heisst der Kern des stärksten und längsten Widerstandes, und zu gleicher Zeit der zentrale Kommandoposten für die Alpenübergänge, über die wir die Kontrolle zu behalten hatten.“

## Werk
Das Werk umfasste anfänglich nur eine grosse Kaverne für Munition, Betriebseinrichtungen und Unterkunft mit 21 Betten. Standortvorteile waren die Nähe zu den übrigen Festungstruppen in der Kaserne Motto Bartola und eine grosse Betriebsbereitschaft, wegen der tieferen, südlichen Lage, die früher schneefrei ist.

## Bewaffnung
Das Artilleriewerk war mit einer 10,5 cm Panzerturmkanone Modell 1939 L52 ausgerüstet, mit welchen im Zweiten Weltkrieg in den Jahren 1939 bis 1944 die Artilleriewerke in den Festungsregionen St. Gotthard (10 Stück), St. Maurice (2 Stück) und Sargans (10 Stück) bestückt wurden.
Foppa Grande konnte das Gelände rundum (360º) mit einer wirksamen Schussreichweite von 18 bis 22 km mit Artilleriefeuer belegen. Die Schüsse reichten in der Leventina bis Faido, am San-Giacomo-Pass im italienischen Formazzatal bis Ponte unterhalb der Tosafälle, im Bezirk Goms bis Ulrichen, im Reusstal bis unterhalb Wassen, am Oberalppass bis Sedrun und am Lukmanierpass bis über die Passhöhe.
Drei 20-mm-Fliegerabwehrkanonen Modell 38 W+F auf Sockellafette dienten der Luftverteidigung. Es bestanden weder Infanterie-Hindernisse noch feste Anlagen zur Aussenverteidigung. Zur Täuschung wurde auf der Felskuppe 50 m westlich des Panzerturmes ein 10,5-cm-Scheinturm als Attrappe erstellt.
Im Jahr 1961 wurde der von der Eidgenössischen Waffenfabrik Bern (W+F) entwickelte 12 cm Festungsminenwerfer 1959 eingebaut, mit einem rundum Wirkungsbereich und einer Schussdistanz von rund neun Kilometer.
Weiter entstand während des Kalten Kriegs rund 650 m südlich der Festung Foppa Grande die Anlage «Foppa 1» (A 8389). Diese war mit zwei 8,1-cm-Festungsminenwerfer 1956/60 bewaffnet. Die Anlage war autonom und hatte keinen Verbindungsstollen zur Festung Foppa Grande. ⊙

## Festungskompanie
Noch vor dem Réduitbeschluss vom 12. Juli 1940 wurde die im Bau befindliche neue Festung Foppa Grande von der Festungsartilleriekompanie 16 (später Festungskompanie 16 bzw. Festungskompanie I/17 und Festungskompanie III/6) in Betrieb genommen.